# Французов, Борис Фёдорович
Бори́с Фёдорович Францу́зов (5 февраля 1940, Камешково, Ивановская область — 12 марта 1993, Владимир) — русский советский художник, работавший в технике офорта. Один из ведущих российских графиков последней трети XX века.

## Биография
Родился 5 февраля 1940 года в Камешково (ныне — город во Владимирской области). Мать умерла в 1942 году, отец погиб на фронте в 1943 году, На воспитание его взяли родители отца. У них, в деревне Зауичье Камешковского района, которую считал своей малой родиной, он прожил до 14 лет.
В 1954 году поступил в Мстёрское художественное училище лаковой миниатюры. После окончания, с 1959 года, работал художником-оформителем на Камешковской ткацкой фабрике и учителем рисования и черчения в Камешковской восьмилетней школе. В этот период занимался живописью во Владимире в студии у художника Владимира Юкина.
В 1964 году участвовал в крупной художественной выставке на ВДНХ, и в тот же год его приняли в Союз художников РСФСР.
В 1965 году поступил в Московское высшее художественно-промышленное училище на факультет промышленной графики, после окончания в 1970 году переехал во Владимир.
В 1970-1980-х годах активно работал, стал лидером такого уникального явления как «Владимирская графика». Избирался завсекцией графики Владимирского Союза художников. Участвовал в областных, региональных, республиканских, всесоюзных, зарубежных и международных выставках (Австрия, Бенин, Болгария, Венгрия, Германия, Греция, Италия, Кипр, Польша, Румыния, Финляндия, Франция, Чехословакия, Югославия).
В 1986 году ему было присвоено звание заслуженного художника РСФСР.
Помог найти творческое лицо многим молодым художникам, воспитал целое поколение графиков. Своим учителем его считают, в частности, Юрий Ткачёв, Владимир Нилов, Михаил Кочешков.
Мастер работал в разных техниках: офорт, линогравюра, ксилография, пастель, гуашь, акварель, рисунок, а также создал множество произведений масляной живописи. Но именно в технике классического офорта им были созданы самые известные его художественные произведения — «графические картины». С появлением Б. Ф. Французова графика XX века приобрела, по мнению исследователя его творчества, кандидата искусствоведения В. Е. Калашникова, «полноценное картинное звучание».
Работы художника хранятся в Государственной Третьяковской галерее, в Государственном Русском музее, Музее изобразительных искусств им. А. С. Пушкина, во Владимиро-Суздальском музее-заповеднике, других художественных галереях России, в частных собраниях.

## Творчество
По выражению Б. Ф. Французова, «Мир, в котором мы живем, — прекрасен. Прекрасно все: люди, громадная скульптура поверхности земли, ветер, трава, вода, смена времен года — все, все… Но самое прекрасное и загадочное — свет, который везде, и в нас тоже». На офортах мастера небо занимает большую часть листа. Искусствоведы называют Французова создателем совершенно нового уникального явления в истории графики — графической картины. В технике офорта им были созданы произведения большого художественного значения.
«Пейзаж — это Родина. И радость, и боль моя — все отражается в пейзаже. Я живой, пока зритель будет хотеть смотреть мои пейзажи, будет интересоваться… Что меня волнует как графика — это свет»
«Пейзаж для меня не просто простор и красота, но ещё и колыбель национального характера и глубинный свидетель истории. Для меня дыхание времени — это осознанные поиски гармонии, тишины — вот такой величественной, какая разлита в природе»
«Я всегда стремлюсь в своих работах к внутренней ясности образа, к духовному, философскому свету, как в исповеди. Каждый раз, когда, кажется, я достигаю этой цели, она в новом качестве передвигается вперед. Этот процесс в искусстве бесконечен, и настоящий художник всегда в пути»
«Природа везде, и везде хороша, научитесь смотреть ее, и каждый куст, каждая кочка станут вам дороги».
«Задача художника — позвать. Позвать к какому-то согласию. К каким-то хорошим просветлённым мыслям. Это то направление, которое я взял, умышленно и осознанно»
«Может, мы живы потому, что чего-то всегда ждем. Ждем, когда закончим работу. Зимой — весну. Весной — цветов. А летом — уже опять тоска, что скоро осень. Но в это время всегда, как пружина в часах, — ожидание. А сильно ли отличается надежда от ожидания?»
«Для Бога нет мертвых. Для высокого, истинного искусства тоже нет мертвых.»

## Семья
- Жена — Юлия Николаевна Французова, председатель и организатор содружества «Фонд Бориса Французова» (с 1994).
- Сын — Борис Борисович Французов
- Дочь — Валентина Борисовна Французова

## Награды
- Лауреат Владимирской областной комсомольской премии им. Г. Фейгина (1985 г.)
- Диплом Академии художеств (1989 г.).
- Гран-при и медаль VII международного триеннале графики в Таллине (1986 г.),
- Премия XVII международного биеннале графики в Любляне (1987 г.),
- Премия биеннале европейской графики в Варне[1] (1988 г.)
- Удостоен Владимирской областной премии в области культуры, искусства и литературы (1993 г., посмертно)

## Память
При жизни художника, в 1986 году, режиссёром Виктором Никитичем Шкурко был снят фильм «Пейзаж», монолог художника Бориса Французова о творчестве.
С 1994 года во Владимире существует содружество «Фонд Бориса Французова», которое работает над увековечением памяти выдающегося художника. Ежегодно организуются «Дни памяти Бориса Французова» с проведением выставок и конференций, посвящённых проблемам русского изобразительного искусства. Издано множество книг, альбомов и каталогов.
В 2002 году открылась экспозиция о Б. Ф. Французове в Камешковском районном историко-краеведческом музее «Его присутствие на земле».
В 2009 году увидел свет альбом-монография «Борис Французов. Офорты», автор вступительной статьи – кандидат искусствоведения В. Е. Калашников.
В 2010 году в Москве, в школе акварели Сергея Андрияки, прошла выставка Б. Ф. Французова, посвящённая 70-летию со дня рождения художника.
26 августа 2011 года во Владимире на фасаде дома 4/6 по Спасской улице установлена мемориальная доска памяти художника, а 5 февраля 2014 года открылся Музей «Мемориальная творческая мастерская Бориса Французова» во Владимире. Экскурсоводом выступает вдова художника Юлия Николаевна Французова. Музей подчинён муниципальному автономному учреждению культуры «Выставочный комплекс» г. Владимира.
Во Владимирском государственном гуманитарном университете и во Владимирской областной научной библиотеке ежегодно, с 1994 г. проходят «Дни памяти Бориса Французова», выставки художника, проводятся конференции «Французовские чтения» с участием выдающихся искусствоведов и мыслителей нашего времени.
С 2013 года при поддержке Министерства культуры Владимирской области и Камешковского районного историко-краеведческого музея проводится ежегодный пленэр памяти Б. Ф. Французова «На Камешковской земле — малой родине Бориса Французова».
В 2018 году издана книга «Борис Французов и его время» с воспоминаниями современников о художнике.
В 2022 году при поддержке Фонда президентских грантов был снят полнометражный документальный фильм о жизни и творчестве Б. Ф. Французова «Борис Французов. Художник» и отснят фильм-лекция о художнике с участием Ю. Н. Французовой.